# Les Salelles (Ardèche)
Les Salelles is een gemeente in het Franse departement Ardèche (regio Auvergne-Rhône-Alpes) en telt 210 inwoners (1999). De plaats maakt deel uit van het arrondissement Largentière.

## Geografie
De oppervlakte van Les Salelles bedraagt 5,6 km², de bevolkingsdichtheid is 37,5 inwoners per km². De geografische coördinaten zijn 44° 25' 8" N.B. 4° 6' 15" O.L.

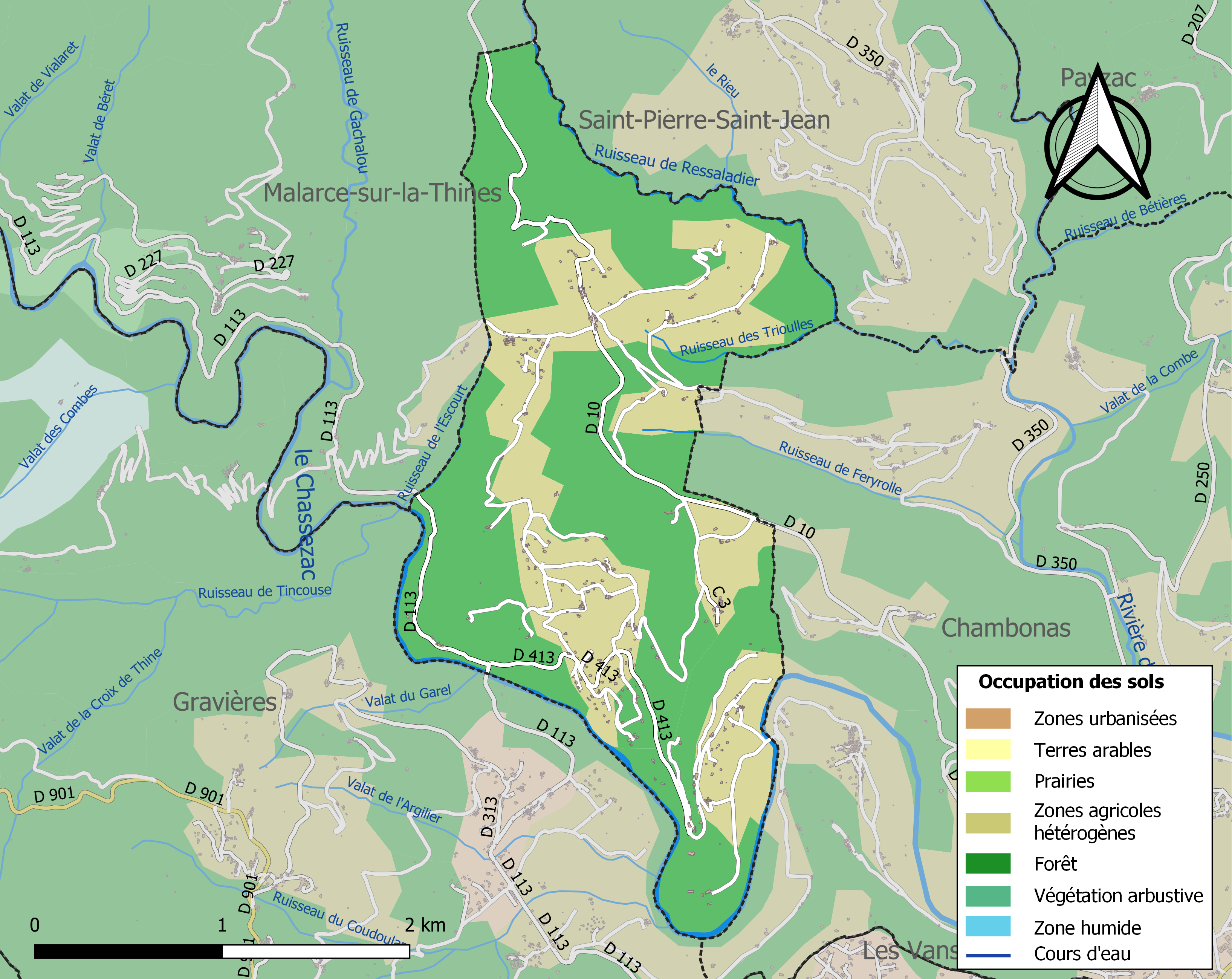
Kaart van de gemeente met belangrijkste infrastructuur, bodemgebruik en omliggende gemeenten

## Demografie
Onderstaande figuur toont het verloop van het inwonertal (bron: INSEE-tellingen).

Vanwege een beveiligingsprobleem met de MediaWiki Graph-software is het momenteel niet mogelijk deze grafiek weer te geven. Zodra de software is bijgewerkt zal de grafiek vanzelf weer zichtbaar worden.